# قلعة المربعة
قلعة المربعة في مدينة العين (أبوظبي)، وتقع وسط مدينة العين، على مقربة من قلعة سلطان، وقد بناها المهندس محمد أحمد الخوري رحمه الله بأمر من الشيخ زايد بن سلطان آل نهيان عام 1948 م، وقد استخدمت كمقر لشرطة العين، ومركزا للإدارة الأمنية في المدينة، وقد أنشئت المربعة لهذا الغرض، وظلت مركزا للشرطة في مدينة العين حتى انتقلت الشرطة إلى مكان آخر وتحولت إلى أثر سياحي في وسط السوق تقع على الشارع العام بالقرب من محطة الحافلات حالياتشغل القلعة مساحة مستطيلة الشكل تُسمى المربعة      

## أقسام القلعة
المتحف يتضمن المتحف أربع قاعات الأولى تتناول مسمى الشرطة عبر العصور القديمة، وتستعرض الثانية بدايات قوة الشرطة في أربع حقب متتالية، أما الثالثة تتضمن جدارية احتفالية القيادة العامة لشرطة أبوظبي بمرور 60 عاماً على إنشاء قوة الشرطة، بينما تحتوي القاعة الرابعة على مقتنيات الشرطة من دراجات ورادارات قديمة ونموذج لأول سيارة في قوة الشرطة.  

## مقتنياتها
يوجد في القلعة العديد من المقتنيات القديمة للشرطة من أسلحة ونموذج لأول مركبة في قوة الشرطة، ودراجات نارية وصور وأزياء عسكرية وأول رادار استخدم بالدولة عام 1972، وجهاز حاسوب قديم وكاميرات قديمة كانت تستخدم في تصوير مسرح الجريمة، بالإضافة إلى ملكيات قديمة للمركبات وبطاقات عسكرية ورخص قيادة المركبات وتطورها من الكتابة اليدوية إلى الطباعة الإلكترونية وغيرها من المقتنيات التي تبرز من خلالها الجهود الكبيرة المبذولة في تطوير قوة الشرطة 

## مهرجان المربعة التراثي
هو مهرجان تراثي انطلق في عام 2016 ويقام كل عام بهدف إحياء إرث المغفور له الشيخ زايد بن سلطان آل نهيان طيب الله ثراه.